# いとうまい子
いとう まい子（いとう まいこ、1964年8月18日 - ）は、日本の女優、タレント、実業家、大学教授、研究者、元アイドル歌手。本名・小野田 麻衣子（旧姓・伊藤）。
愛知県名古屋市中川区 出身。所属事務所は、フロムファーストプロダクション、個人事務所、たむらプロなどを経て現在は自身が代表取締役を務めるマイカンパニーに所属。現在も安定した知名度を維持し、ドラマやバラエティなど数多くのテレビ番組に出演している。芸能人として成功を収めた後、社会問題の解決を志向し、学び直しとして早稲田大学に入学した。その後は予防医学のためのロボットを研究し、博士課程で研究領域を基礎老化学に変更すると共に、2019年1月にはエクサウィザーズのフェロー（研究員）に就任。現在も定期的にエクサウィザーズに出社しつつ共同研究を行い、国際ロボット展への出展や事業参画を続けている。2025年4月からは、情報経営イノベーション専門職大学の教授に就任する予定。
元80年代アイドルでありながら、新しい技術に対する興味は強い。インターネット草創期の1995年に公式サイト用としてドメイン名を取得し、その後もガジェットを買い集め、SNSを積極活用するなど、常に新しいIT製品を活用し続けている。別名、「ガジェッティーヌ女優」と呼ばれている。

## 略歴
3人兄妹の末っ子（兄2人）。金城学院中学校・高等学校では演劇部に所属し、中学の時は生徒会長も務めた。芸能活動と平行して勉強もしたかったため大妻女子大学に入学したが、すぐに仕事が多忙になり大学は一度も通うことなく中退。2010年に早稲田大学人間科学部eスクールに入学、2014年3月26日に卒業。大学では予防医学、ロボット工学を学んだ。同年4月から同大学院人間科学研究科修士課程へ進学。2016年3月に修士課程修了）。同年4月から同大学院人間科学研究科博士課程へ進学。国際ロボット展に出展した際、AIベンチャーであるエクサウィザーズのフェロー（研究員）にスカウトされた。現在もタレント業などと並行してロボットの研究開発を行っている。
1981年に雑誌『BOMB』に特集記事が掲載されるが、この時は年齢を1歳若くごまかしていた。
この年に東京へ遊びに来ていた伊藤を、スカウトした芸能事務所の人物が、ミスマガジンコンテストに応募。初代グランプリを受賞した（1982年）。1983年、シングル「微熱かナ」でアイドル歌手としてデビュー。デビュー時のキャッチコピーは「1億人のクラスメイト」。その後、シングルとアルバム（いずれもレコード盤、発売元はCBS・ソニー）を多数リリース。同年デビューの歌手には大沢逸美、森尾由美、松本明子、小林千絵、THE GOOD-BYE、岩井小百合、桑田靖子、徳丸純子、原真祐美、小出広美、武田久美子などがいたが、目立って売れたアイドルが存在しなかったために「不作の83年組」と言われた。
元々本名の伊藤麻衣子で活動していたが、女優の川上麻衣子と混同されることが多くなったため、1995年に芸名をいとうまい子に変更した。
2000年代からはバラエティーの仕事が増えている。NHK名古屋放送局の『お昼ですよ!愛・地球博』では初回のゲストとして出演したり、フジテレビ系列の『森田一義アワー 笑っていいとも!』の後番組としてスタートした『バイキング』ではレギュラー出演をしている。2016年3月30日で卒業。
2017年11月、同年初に死去した実兄が起業したテレビ番組企画制作会社「ライトスタッフ」代表取締役社長に就任。ITに対する興味が強く、1995年にマイカンパニー（Mai company）立ち上げの際に独自ドメインmai.co.jpを取得して公式サイトを運営するなど、芸能界では先駆け的にインターネットを活用してきた。早稲田大学に入学後、予防医学への応用を狙ってロボット工学の研究を開始し、博士課程でロボット工学から基礎老化学に領域替えするとともに、2019年1月には、AIによって超高齢社会などの課題解決に挑むエクサウィザーズのフェローに就任した。これを以って、研究者としてのキャリアを正式に開始した。
2021年、株式会社タスキの社外取締役に就任。
2021年、内閣官房が主催する「教育未来創造会議」の委員に選出。
2025年、八十二銀行（長野市）の社外取締役に起用される。

## 人物

### エピソード
- 1982年のミスマガジンコンテストについて、いとうがエントリーした時点で既に受賞者（グランプリ及び準グランプリ）が決定しており、出来レース（やらせ）であったことが同コンテストの担当者から伝えられていたことを後年明らかにしている。しかし、講談社の編集部にいとうへの投票が多数あったことを受けて、急遽いとうへのグランプリ受賞に変更になったとしている[24]。
- 1984年、大映テレビ制作のテレビドラマ『不良少女とよばれて』（TBSテレビ）のヒロイン・曽我笙子役を演じた。それまでのヒロイン役から一転して不良少女を演じたこのドラマが高視聴率を記録して、話題を集めた[25]。この前の主演作『少女が大人になる時 その細き道』に出演していた際に、スタッフから「次は不良少女ものが制作される」と聞かされ、その際いとうは不良少女役がやりたくてたまらなくなり「この役ができるなら、モヒカンでも坊主頭でもなんでもやります！」と自ら主人公を演じたいとプロデューサーに電話で直談判したが、すでに同年春にデビューする宇沙美ゆかりの主演が決まっており、また、これだと『高校聖夫婦』『少女が大人になる時 その細き道』に続いて3作連続主演になることもあって局側が難色を示したこともあって一時あきらめかけた。しかし、「ヒロインの子が『アイドル路線で行きたいから』との理由で断ってきたんだけど、やってみるか？」と誘われ、急遽いとうのヒロイン役が決まった[26][27]。また、同作のプロデューサーの春日千春は、いとうの当時の風貌を「タヌキ顏」「ダンゴッ鼻」と形容していた[27]。
- 人懐っこい性格もあり、大映テレビの撮影の現場では、監督の土屋統吾郎を「トーゴローちゃん」と呼んでいたことがあった[27]。
- 歌手活動では、主演ドラマ『婦警候補生物語』（日本テレビ）の主題歌となった「見えない翼」が自身初となる10万枚超えを記録し、『ザ・ベストテン』のスポットライトでも歌唱された[25]。薬師丸ひろ子（いとうと同い年である）に似ていることが話題となり、衣裳も薬師丸がザ・ベストテンに初出演したときと似た衣裳であった。また、同時期に出演した『徹子の部屋』では、黒柳徹子に促されて薬師丸の笑い顔のモノマネを披露した。
- 主演映画『愛しのハーフ・ムーン』では、事前の承諾なくヌードシーンを演じることになったと、かつての芸能界の裏事情として各所で語っている[5]。
- 住まいに関してこだわりや“もっと良い部屋に住みたい”などの欲があまりなく「住めばそこが一番の都」との考えを持っている。18歳で上京してから44歳で結婚するまでの約25年間一度も引っ越しすることなく同じ部屋に住んでいたが、何の不満もなかったとのこと[3]。
- 「奇跡の50歳、永遠の18歳」とも言われている[28]。そのため、20代、30代の女性と一緒に写真を撮ってもその世代と遜色がないため実年齢より若く見られている[29]。
- 毎年自身のカレンダーを製作して販売しており、購入部数が増えるごとに直筆サインや暑中見舞いの写真がセットでついてくることでも知られている。それがきっかけとなり、2013年には、49歳にして初のビキニ姿でのグラビア写真を撮った。
- 兄が経営していた会社を引き継いだ[30]。

### アトム
30代になったにもかかわらず童顔であるため、役の年齢との齟齬に悩んでおり、また私生活でも大失恋をした1993年頃、兄夫婦からゴールデン・レトリバーの子犬アトムを預かる。その飾らない存在感に触発され、自然体でいることができるようになり、自分らしく生きることを決意、1995年、心機一転する意味からも芸名を「いとうまい子」に変更した。また、アトムをカンパニーロゴに採用した「マイカンパニー（Mai company）」を立ち上げ、独自ドメインmai.co.jpを取得、ホームページを運営する日本の芸能人の先駆けとなる。
後に夫となる会社員とは1999年頃アトムを通じた犬仲間として出会ったが、2003年のアトムの急死を期に疎遠になる。3年後に携帯電話の名簿整理を期に交流を再開、さらに3年後の2009年3月10日にブログ内で、1月20日に5歳年下の39歳会社員男性と結婚していたことを発表した。なお、プロポーズの言葉はいとうまい子の方から言った。
現在柴犬、猫4匹を飼っており、公式サイトでは飼い犬と一緒に写した画像がサイト開設当初より使用されている。

### 交友関係
- 同期で当時交流があった桑田靖子について「とにかくサバサバしてて男っぽかった」と語っている。また「竹を割ったような性格で、同期の女性アイドル歌手とつるまず、男性アイドルとのみ仲が良かった」と語った。桑田はそんないとうに対して「ものすごいいい奴だった」と語った。また、本人によると「同期では岩井小百合と矢吹薫としか交流がなかった」と『HEY!HEY!HEY! MUSIC CHAMP』出演時に語っている[40]。
- 『高校聖夫婦』『不良少女とよばれて』では、いとうのライバル役で共演した伊藤かずえとは40年来の親友でプライベートでも仲が良く、『いい旅・夢気分』などの番組も一緒に出演している。また、橋本志穂も友人の1人。
- ボブ・サップは日本で仲の良くなった芸能人の1人としていとうまい子の名を挙げている[41]。
- ファンである中日ドラゴンズの選手たちとも交友を持っている。田島慎二とはプライベートでも友人同士とのこと[42]。

### 趣味・特技
- キューピー人形を集めており、携帯電話にも袋に入れたまま付けている。袋に入れたままにする理由は「汚れるから」。出来ればその袋も売って欲しいと言う。数は300体以上ある。
- 小学生の頃から中日ドラゴンズのファンであるため[43]、ドアラのキューピーも持っている。最近はドアラのパペットがお気に入りで、試合に持参して応援している。年間30試合は観戦しに行く[43]。また、月刊ドラゴンズでコラムの連載も持っている[43]。
- 2006年のF1ハンガリーグランプリでホンダレーシング（当時）のジェンソン・バトンの優勝をきっかけにF1ファンとなり、現在ではフォーミュラ・ニッポンを全戦現地観戦するほどのモータースポーツ好きである。2010年8月29日のF1ベルギーグランプリではバーニー・エクレストンとのツーショットを実現させた。
- IT機器に詳しく1995年には自身のホームページを立ち上げ、『日経PCビギナーズ』などの連載もある。特にiPhone（iPhone 4）を使いこなし愛用している。関係者からは「ガジェッティーヌ女優」と呼ばれ、時折TwitCastingのライブ配信を活用し、ファンとの直接交流を楽しんでいる。

### その他
- オーダーメイド医療実現化プロジェクト のイメージキャラクターを務めている。
- NPO法人「オーダーメイド医療を考える会」の理事も務める。

## ディスコグラフィ

### シングル
- 全てCBS・ソニーからリリース。

| #  | 発売日          | A/B面 | タイトル                                          | 作詞         | 作曲             | 編曲       | 規格品番  |
| -- | --------------- | ----- | ------------------------------------------------- | ------------ | ---------------- | ---------- | --------- |
| 1  | 1983年 2月25日  | A面   | 微熱かナ                                          | 売野雅勇     | 来生たかお       | 川村栄二   | 07SH-1261 |
| 1  | 1983年 2月25日  | B面   | 曲ってる                                          | 売野雅勇     | 長戸大幸         | 川村栄二   | 07SH-1261 |
| 2  | 1983年 6月1日   | A面   | 夢の入口                                          | 売野雅勇     | 梅垣達志         | 川村栄二   | 07SH-1304 |
| 2  | 1983年 6月1日   | B面   | キミたちにグッドラック                            | 売野雅勇     | 梅垣達志         | 川村栄二   | 07SH-1304 |
| 3  | 1983年 9月21日  | A面   | 秋のほほづえ                                      | 売野雅勇     | 岩里未央         | 川村栄二   | 07SH-1385 |
| 3  | 1983年 9月21日  | B面   | あどけないなんて思わないで                        | 売野雅勇     | 梅垣達志         | 川村栄二   | 07SH-1385 |
| 4  | 1983年 12月21日 | A面   | 危ない感傷                                        | 売野雅勇     | 岩里未央         | 馬飼野康二 | 07SH-1444 |
| 4  | 1983年 12月21日 | B面   | レースのハンカチ                                  | 売野雅勇     | 岩里未央         | 飛沢宏元   | 07SH-1444 |
| 5  | 1984年 3月23日  | A面   | さよならのカレンダー                              | 売野雅勇     | 岩里未央         | 馬飼野康二 | 07SH-1470 |
| 5  | 1984年 3月23日  | B面   | 純情ワル                                          | 売野雅勇     | 馬飼野康二       | 馬飼野康二 | 07SH-1470 |
| 6  | 1984年 6月21日  | A面   | 優しい絆                                          | 売野雅勇     | 玉置浩二         | 松下誠     | 07SH-1518 |
| 6  | 1984年 6月21日  | B面   | Half Bitter Sweets －デザートは甘いだけじゃない－ | 売野雅勇     | 松田良           | 松下誠     | 07SH-1518 |
| 7  | 1984年 8月29日  | A面   | 感激!ラブ・モーション                             | 売野雅勇     | 芹澤廣明         | 大谷和夫   | 07SH-1550 |
| 7  | 1984年 8月29日  | B面   | スロー・ダンサー                                  | 売野雅勇     | 芹澤廣明         | 大谷和夫   | 07SH-1550 |
| 8  | 1985年 2月1日   | A面   | 見えない翼                                        | 売野雅勇     | 鈴木キサブロー   | 馬飼野康二 | 07SH-1597 |
| 8  | 1985年 2月1日   | B面   | 粉雪のラブレター                                  | 売野雅勇     | 馬飼野康二       | 馬飼野康二 | 07SH-1597 |
| 9  | 1985年 4月25日  | A面   | 不良少女とよばれて                                | 売野雅勇     | 馬飼野康二       | 馬飼野康二 | 12AH-1860 |
| 9  | 1985年 4月25日  | B面   | アレンジメント                                    | SHOW         | いけたけし       | 奥慶一     | 12AH-1860 |
| 9  | 1985年 4月25日  | B面   | 見えない翼（12 inch version）                     | 売野雅勇     | 鈴木キサブロー   | 馬飼野康二 | 12AH-1860 |
| 10 | 1985年 5月22日  | A面   | わたしの胸に                                      | 荒木とよひさ | 長渕剛           | 今泉敏郎   | 07SH-1643 |
| 10 | 1985年 5月22日  | B面   | 片想いが好きなの                                  | 売野雅勇     | 鈴木キサブロー   | 入江純     | 07SH-1643 |
| 11 | 1985年 8月25日  | A面   | もっと真実                                        | 来生えつこ   | 来生たかお       | 梅垣達志   | 07SH-1672 |
| 11 | 1985年 8月25日  | B面   | 真珠貝の涙                                        | 売野雅勇     | 来生たかお       | 梅垣達志   | 07SH-1672 |
| 12 | 1985年 12月5日  | A面   | 愛の陽炎                                          | 売野雅勇     | 鈴木キサブロー   | 山川恵津子 | 07SH-1727 |
| 12 | 1985年 12月5日  | B面   | 奥秩父子守唄                                      | 橋本忍       | 福島新一         | 山川恵津子 | 07SH-1727 |
| 13 | 1986年 12月5日  | A面   | September Summer ～リア・ウィンドウに残った夏～   | 麻生圭子     | タケカワユキヒデ | 山川恵津子 | 07SH-1799 |
| 13 | 1986年 12月5日  | B面   | 悲しいボーイフレンド                              | 阿部孝夫     | タケカワユキヒデ | 山川恵津子 | 07SH-1799 |
| 14 | 1987年 8月1日   | A面   | Love Shooter                                      | 麻生圭子     | 井上玲乙奈       | 山川恵津子 | 07SH-1963 |
| 14 | 1987年 8月1日   | B面   | 急がないで                                        | 来生えつこ   | 来生たかお       | 入江純     | 07SH-1963 |

### ベスト・アルバム
- 伊藤麻衣子 ベスト・コレクション（1986年5月21日／30DH-422）
- GOLDEN J-POP THE BEST 伊藤麻衣子（1999年9月22日／SRCL-4630）
- DREAM PRICE 1000 見えない翼（2002年10月9日／MHCL-143）
- アイドル・ミラクルバイブルシリーズ 伊藤麻衣子 All Songs Collection（2004年12月1日／MHCL-457） ※2011年9月14日の再販。

### タイアップ曲
| 年     | 楽曲         | タイアップ                                       |
| ------ | ------------ | ------------------------------------------------ |
| 1985年 | 見えない翼   | 日本テレビ系テレビドラマ「婦警候補生物語」主題歌 |
| 1986年 | 愛の陽炎     | 松竹映画「愛の陽炎」主題歌                       |
| 1987年 | Love Shooter | にっかつ映画「愛しのハーフ・ムーン」主題歌       |

## 映像作品
- 1億人のクラスメイト
- 麻衣子・ほほづえ
- 見えない翼〜ローマより愛をこめて〜 （1985年7月1日）

## 出演

### テレビドラマ
- 命みつめて（1982年、中部日本放送）
- 大奥83 第39話「盗まれた青春」（1983年、関西テレビ） - とし 役
- 高校聖夫婦（1983年、TBS・大映テレビ） - 主演・上条（安西）典子 役
- 月曜ドラマランド『新 坊っちゃん』（1983年、フジテレビ）
- 少女が大人になる時 その細き道（1984年、TBS・大映テレビ） - 主演・加世 役
- 不良少女とよばれて（1984年、TBSテレビ・大映テレビ） - 主演・曽我笙子 役
- 月曜スター劇場 最終作『婦警候補生物語』（1985年、日本テレビ） - 主演・和泉恵子 役
- 終戦40周年特集特別企画『そして戦争が終った』（1985年8月26日、TBS） - 鈴木道子 役
- 木曜ドラマストリート『殺人はそよ風のように』（1985年12月19日、フジテレビ） - 主演
- 土曜グランド劇場『新・熱中時代宣言』（1986年、日本テレビ） - 雨傘しのぶ 役
- NHK大河ドラマ 『独眼竜政宗』（1987年、NHK） - 千姫 役
  - 『どうする家康』  （2023年、NHK総合） - お竜（おたつ）役
- 月曜ドラマランド『新・坊っちゃん』（1987年、フジテレビ）
- 東芝日曜劇場 第1615回『俺と姉貴』（1987年12月20日、TBS）
- 江戸を斬るVII 第4話「偽りの自首」（1987年、TBS / C.A.L） - お糸 役
- ザ・スクールコップ（1988年、フジテレビ・大映テレビ） - 芸者・千代丸 役
- NEWジャングル 第14話「危ないデート」（1988年、日本テレビ）
- 吉野物語（1988年、読売テレビ）
- 京都サスペンス『灯籠踊りのアリバイ』（1988年、関西テレビ） - 主演
- 花王名人劇場『ナーススクール物語』（1989年、関西テレビ）
- 男と女のミステリー『カナリヤの唄殺人事件 裏切りを許さぬ女の情念!』（1989年、フジテレビ）
- 花王名人劇場『ナーススクール物語2』（1989年、関西テレビ）
- ドラマチック22「ビートたけし殺人事件2 失われた魔人の伝説」（1989年10月7日、TBS）
- 火曜スーパーワイド『なんでも屋繁盛記』（1989年、テレビ朝日）
- 女と男の忠臣蔵 第1回「討入りそば屋の一番手柄 無辺流畳返し!!」（1989年、テレビ朝日）
- 年末時代劇スペシャル『奇兵隊・第一部』（1989年、日本テレビ） - 高杉雅 役
- スクールウォーズ2 （1990年、TBS・大映テレビ） - 高倉ひとみ 役
- 月影兵庫あばれ旅 第2シリーズ 第7話「身がわり弁之介」（1990年、テレビ東京） - おかよ 役
- 代表取締役刑事 第9話「恋人たちの時間」（1990年、テレビ朝日）
- 木曜ドラマ『冬の来る前に』（1990年12月、テレビ朝日）
- DRAMADOS『稲川淳二のトゥルーストーリー 冥土へおいでよ!』（1991年、関西テレビ）
- 木曜ゴールデンドラマ『証言しない女』（1991年、読売テレビ）
- 60分放し飼い『妖花マンドラゴラの逆襲』（1991年、日本テレビ） - 主演
- 火曜ミステリー劇場『カラオケ教室殺人事件 日本海おんなが消えた歌の旅』（1991年、テレビ朝日）
- 素浪人無頼旅 恋人を幕府に殺され地獄を見た男が賞金首!謎の美女を助け、宿命と対決!豪剣が唸る!!（1991年、テレビ朝日）
- あばれ八州御用旅 第2シリーズ 第1話（1991年、テレビ東京） - 琴姫 役
- パパと呼ばせて!（1992年、テレビ東京）
- 結婚専科30（1992年、TBSテレビ）
- 水戸黄門（TBS / C.A.L）
  - 第21部 第15話「拾った赤子は若君様 -大洲-」（1992年） - さき 役
  - 第24部 第36話「嫁を認めた天明茶釜 -佐野-」（1996年） - おすみ 役
- 大岡越前 第13部 第6話「泣き笑い恋の鞘当て」（1992年12月21日、TBS / C.A.L） - おしず 役
- 家政婦は見た!(12)ふるさと創生資金一億円で色と欲の温泉ゲーム 町長一族の乱れた秘密（1993年、テレビ朝日）
- ララバイ刑事'93 第5話「女装殺人!! 監禁された女警部」（1993年、テレビ朝日）
- さすらい刑事旅情編VI 第21話（1993年、テレビ朝日）
- 年末時代劇スペシャル『鶴姫伝奇 -興亡瀬戸内水軍-』（1993年、日本テレビ）
- 八丁堀捕物ばなし 第9話「野良犬」（1994年、フジテレビ） - おもん 役
- ドラマ30『風たちの遺言』（1995年、中部日本放送） - 松山耐 役
- 土曜ワイド劇場 『温泉若おかみの殺人推理3・北陸金沢－山中温泉、謎の女は死体でチェックアウト!』（1995年、テレビ朝日）
- 美人三姉妹温泉芸者が行く!3（1996年、フジテレビ）
- ウルトラマンダイナ 第48話（1997年、毎日放送）
- しあわせ色写真館 第4話「ウェディング写真をもう一度」（1997年、NHK）
- 半七捕物帳 第5話「十五年目の悲劇」（1997年、日本テレビ）
- 中学生日記（1998年 - 2001年、NHK名古屋）- 仲川先生 役
- ひとしずくの魔法（2001年、関西テレビ）※友情出演
- 視聴者参加ドラマ フロンティアの森（2001年、NHK）
- 空から降る一億の星 第3話（2002年、フジテレビ）
- 山岳救助隊紫門一鬼(4)北アルプス殺人ケルン（2002年、BSジャパン）
- 怪談新耳袋(3)（第7回 - 第8回）第51話『残業』第一部、第55話『残業』第二部（2004年、BS-i）
- 非婚同盟（2009年、東海テレビ） - 伊庭絹子 役
- 天装戦隊ゴセイジャー（2010年、テレビ朝日） - モネの母親 役
- 毒姫とわたし（2011年、東海テレビ） - 君島みやび 役
- 科捜研の女 第13話（2012年、テレビ朝日） - 滝井咲子 役
- ハンチョウ〜警視庁安積班〜 第5話（2012年、TBS） - 飛鳥あかり 役
- MONSTERS 最終話（2012年、TBS） - 神田たみ子 役
- 初森ベマーズ（2015年、テレビ東京） - 蘭子 役
- ただいま 大須商店街（2019年1月2日、東海テレビ） - 松田節子 役[44]
- おいしい給食（2019年） - 給食調理員・牧野文枝 役
  - おいしい給食 season3（2023年）[45]

### その他のテレビ番組
- 総天然色バラエティー 北野テレビ（1989年4月 - 9月、TBS）
- Dr.石原とまい子の楽ラク! ビューティー（青森テレビ・秋田テレビ・IBC岩手放送・東北放送・テレビユー山形）
- なるトモ!（2004年5月 - 2008年10月、読売テレビ）
- 生中継 ふるさと一番!（2007年10月 - 2011年3月、NHK総合）不定期出演
- 趣味悠々 今年こそパソコンの達人(2) 安心安全! 使いこなそうインターネット・メール!（2009年7月 - 9月、NHK教育）
- ぷれサタ!（2011年10月 - 2013年3月、東海テレビ）準レギュラー
- ダウンタウンのガキの使いやあらへんで!!大晦日年越しSP 絶対に笑ってはいけない空港24時 (2011年12月31日)
- Oh!どや顔サミット（2012年1月27日、ABC）
- 高松〜伊勢ローカル路線バス乗り継ぎ人情ふれあい珍道中（2012年4月28日、テレビ東京）
- スイッチ!（2013年4月 - 、東海テレビ）火曜コメンテーター
- 有吉反省会（2014年1月26日、日本テレビ）
- バイキング（月曜レギュラー：2014年4月7日 - 2015年3月23日、水曜レギュラー：2015年4月1日 - 2016年3月30日、フジテレビ）
- みんなのニュース ONE（東海テレビ） - コメンテーター
- データで解析!サンデージャーナル（2016年4月17日 - 、テレビ愛知）
- ひるキュン!（2017年10月2日 - 、MXテレビ）月曜レギュラー

### 映画
- 愛の陽炎（1986年、松竹） - 主演・新井ルミ子 役
- 愛しのハーフ・ムーン（1987年、にっかつ） - 主演・杉野洋子 役
- 一発逆転!爆走トラッカー軍団（1992年）
- ホラーハウス Vol.2 夢邪気 覚めない悪夢（1992年）
- 激走バトルキング（1993年、にっかつ） - 雅美 役
- Shall we ダンス?（1996年、東宝） - ホールのダンスパンド 役
- 実録 LB熊本刑務所 外伝 侠友よ（2002年）
- 実録 義戦5 瀬戸内ヤクザ戦争（2003年）
- 実録 プロジェクト893XX 沖縄抗争篇1（2004年） - リポーター 役
- スクールデイズ（2005年、ファントム・フィルム）
- 夏音 - Caonne（2006年）
- 戦闘少女 血の鉄仮面伝説（2010年、東映ビデオ） - 渚小百合 役
- ランウェイ☆ビート（2011年、松竹）
- メンタリスト響翔II〜心からの生還〜（2012年、セントラルメディアプロモート） - 綿貫妙子 役
- レディ in ホワイト（2018年） - 如月早苗 役
- 劇場版 おいしい給食（AMGエンタテインメント / イオンエンターテイメント） - 牧野文枝 役
  - 劇場版 おいしい給食 Final Battle（2020年）
  - 劇場版 おいしい給食 Road to イカメシ（2024年）[46]
  - おいしい給食 炎の修学旅行（2025年公開予定）[47]

### 吹き替え
- 野生の島のロズ（2025年公開予定、東宝東和 / ギャガ） - ピンクシッポ 役（キャサリン・オハラ）[48]

### 舞台
- 原宿物語（1985年、中野サンプラザ・共演:THE GOOD-BYE、乃生佳之、岡崎友紀）
- 菊日和（1990年）
- がしんたれ（1994年）
- 音楽劇「サザエさん」（1995年）
- 大江戸気まぐれ稼業（1996年）
- 坊っちゃん奉行（1997年）
- 野口雨情ものがたり（1997年）
- コロッケ版・雪之丞七変化（2001年）
- 悪名（2003年）

### CMなど
- 九州乳業 「Midoriソフトヨーグルト」 （1982年）
- カネボウ 「フレッシュ・コロン」 （1983年。ヒロコ・グレースと共演）
- 参天製薬 「サンテソフト」、「新サンテドウ」
- 旭化成ハマナカ 「ハマナカ手芸糸」
- ロッテリア
- カルピス 「カルピスソーダ」 （1984年 - 1985年）
- 日本赤十字社 「はたちの献血キャンペーン」 （イメージキャラクター。1984年）
- 証券保管振替機構 「ほふり」 （2006年1月 - 2008年9月）
- 住建ハウジング
- フマキラー
  - アルコール除菌キッチンクリーナー
  - ウイルシャット （2009年11月 - ）

### ネット配信
- つか金フライデーDOUGA　フジテレビ無料動画サイト - 見参楽（みさんが！）（2011年4月22日 - 7月28日　配信）

### ラジオ
- るんるんナイト 松宮一彦ワオ!（1983年、TBSラジオ） - 月曜パートナー
- 恋する音楽小説 「サウンド・オブ・ミュージック ～ マリアの恋した物語」（1999年11月13日、NHK-FM）[49]
- 今日は一日“名古屋”三昧　第2部（2008年7月21日、NHK-FM） - ゲスト[50]
- FMシアター 「テレビ塔の下で」（2012年6月30日、NHK-FM） - 美喜 役[51]

## 書籍
- ひとりじめ （学習研究社 1983年 ラブリー文庫 Bomb アイドル・フォトパック）
- 夢の時間割 （学習研究社 1984年 ボム!アイドルブックス）
- いとうまい子と はじめようインターネット・作ろうホームページ―読めばすぐわかる！設定・接続ホームページメイキング （テラ・コーポレーション 1997年）

### 雑誌連載
- インターネットマニア いとうまい子のしあわせフラフープ（1996年9月号 - 1997年9月号、白夜書房）
- マイ・ホスピタル いとうまい子の「マイ・ペットすとーりぃ」（2005年秋第2号 - 2006年春第5号）、株式会社アイセルネットワークス）[32][37][38][39]
- ダイヤモンドZAi いとうまい子の超・堅実カブ日記!（2007年4月号 - 2008年12月号、ダイヤモンド社）
- 日経PCビギナーズ いとうまい子のデジタル好奇心!（2009年11月号 - 2013年10月号、日経BP社）[52]
- 月刊ドラゴンズ いとうまい子のまいどらほーでいず （2018年4月号 - 、中日新聞社）[53]